# プラハ・グロシュ
プラハ・グロシュ（チェコ語：pražský groš, ドイツ語：Prager Groschen, ポーランド語：grosz praski, ラテン語:grossi pragenses）は、中世ボヘミア王国のクトナー・ホラで鋳造された銀貨。当時の中央ヨーロッパにおいて国際通貨として用いられた。ドイツ語を交えてプラハ・グロッシェンとも呼ばれる。

## 特徴
直径27ミリメートル前後、当初の重さは3.5 - 3.7グラム程度、純度（銀の含有量）は933パーミルと非常に高品位な銀貨であった。補助単位はラテン語で「小さいもの」を意味するパルヴス（parvus）で、12パルヴスが1グロシュである。時代による意匠の変更はほとんどなかった。
銀貨の表面にはボヘミア王の王冠が描かれており、その周囲を国王のラテン語名（ヴァーツラフ2世の場合はWENCEZLAVS SECVNDVS）、さらにその外周をDEI GRATIA REX BOEMIE（神の恩寵によりボヘミア王）の文字が囲んでいた。裏側にはライオンがデザインされ、さらにGROSSI PRAGENSES（プラハ・グロシュ）と書かれていた。

## 歴史
1292年、ボヘミア王ヴァーツラフ2世はイタリアから法学者オルヴィエートのゴッツォ（Gozzo d'Orvieto）を自らの宮廷に招き、法制度を整備させたが、この際に通貨改革も合わせて行なったことがプラハ・グロシュの誕生につながった。
1300年頃、フランスの聖王ルイのグロ・トゥルノワ に倣ったプラハ・グロシュの鋳造が、その原料となる銀を産出していた銀山を持つ、クトナー・ホラの王立造幣局において始まった。鋳造にあたってはイタリアのフィレンツェから技術者を呼んだため、造幣局のある建物は「イタリア宮」と呼ばれた。
時代が下がるにつれてその重さは最大2.4グラムまで減少し、品位も562パーミルまで下げられたが、プラハ・グロシュは16世紀までボヘミアのみならず神聖ローマ帝国全土における基準通貨の地位を保ち続けた。
しかしながら、クトナー・ホラにおける銀の産出量が低下し、さらにヨアヒムスタールに銀鉱が発見されると、プラハ・グロシュの影響力は下降し始める。1547年にはローマ王兼ボヘミア王（後のローマ皇帝）フェルディナント1世により新通貨ターラーに取って代わられることとなった。1644年、ローマ皇帝フェルディナント3世の命を受け、またクトナー・ホラの鉱脈が枯渇したこともあいまって鋳造は停止となり、プラハ・グロシュはその歴史に幕を下ろした。

## 註
1. ↑  「[[トゥール (アンドル＝エ＝ロワール県)|]]で鋳造されたグロ貨」の意。13世紀のフランスで流通した銀貨である。fr:Gros tournoisを参照。
2. ↑  cf.沖島博美・武田和秀・藤塚晴夫『プラハ・チェコ　中世の面影を残す中欧の町々』日経BP企画、2006年、p.219. クトナー・ホラのイタリア宮はユネスコの世界遺産「クトナー・ホラの聖バルボラ教会のある歴史地区とセドレツの聖母マリア大聖堂」に登録されている。また、聖バルボラ教会内には貨幣鋳造の様子を描いた壁画がある。